# マークスプリングス
マークスプリングスは、神奈川県横浜市瀬谷区五貫目町にある住宅地である。

## 概要
2003年（平成15年）完成。高く聳える建物に取り囲まれた、ヨーロッパの城壁を思わせる街並みを特徴としたマンションと戸建て住宅からなる住宅地である。
1999年（平成11年）10月1日まで同地にはALC（軽量気泡コンクリート）製造の住友金属鉱山シポレックス（旧 シポレックス製造）横浜工場があったが、閉鎖した跡地にオリックスが中心になって計画立地、分譲された。

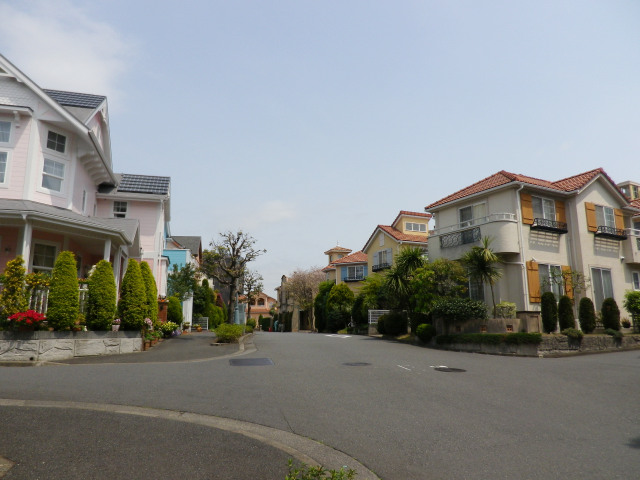
マークスプリングス（戸建）

10階建ての3つのマンション棟と戸建て住宅で構成され、屋根瓦は茶系、建物の色は暖色系のクリーム色で統一されている。また、敷地内に温泉が引かれており、居住者は有料（1回200円、事前にマークセンターで購入要）で利用できる。病院や公園などの公共施設や景観に配慮した町並み（噴水の設置など）、コンビニエンスストアなども含めて独立した街区として計画された。また、特徴的な町並みから、テレビドラマ『アットホーム・ダッド』や『鬼嫁日記』、特撮『魔法戦隊マジレンジャー』の撮影にも使用された。
マークスプリングスと市営上瀬谷団地が完成したことによって、上瀬谷小学校に通学する児童が瀬谷区の人口とともに増加し、同校は増築工事をする必要に迫られた。また、瀬谷中学校では徒歩による通学経路が迂遠であるという問題が指摘され、遠距離通学者の自転車利用が許可された。

## 要目・施設一覧
要目
- 住所：神奈川県横浜市瀬谷区五貫目町10-1
- 売主：オリックス不動産（旧 オリックス・リアルエステート）
- 販売提携：野村不動産アーバンネット、東急リバブル、さくらリアルエステイト（旧 さくら建設）
- 敷地面積：54,767m2
- 総戸数：734戸

施設一覧
- 住居施設
  - マンション ティアラコート・メゾンA棟 - 218戸
  - マンション クラウンフォート・メゾンB棟 - 297戸
  - マンション パサージュヴィラ・メゾンC棟 - 132戸
  - 戸建て住宅 カーサ - 87戸
- 商業施設
  - コンビニ棟 - ファミリーマートサンズ瀬谷五貫目町店（ATMあり）
- 主な共有施設
  - メディカルケアセンター - 小児科・内科・歯科・介護施設
  - マークスパ - 天然温泉(住人のみ200円で利用可)
  - マークサロン - 談話室・書斎
  - シアタールーム
  - キッズルーム

## 近隣
近隣商業地としては、グランベリーパーク、鶴間の大和オークシティ、つきみ野、瀬谷、中央林間、二俣川等があげられる。また、区内にネットスーパーが2店舗ある。

## 交通
鉄道

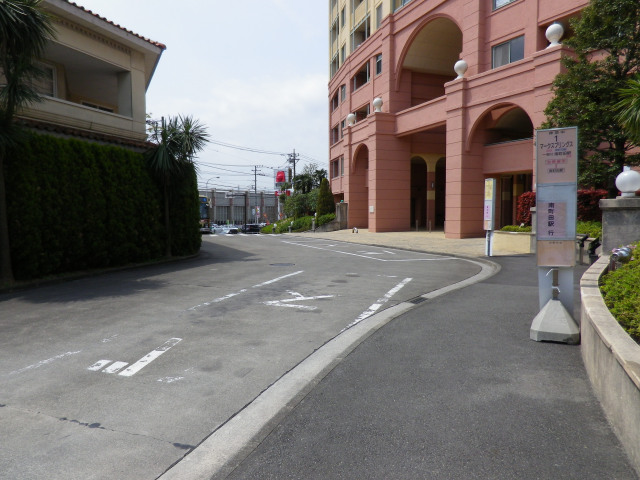
マークスプリングスバス停

- 東急田園都市線 南町田グランベリーパーク駅から徒歩約22分。

路線バス（神奈川中央交通）
- マークスプリングスバス停
  - 東急田園都市線 南町田グランベリーパーク駅から約10分。
  - 相鉄本線 瀬谷駅から約14分（時刻表より）。
- 瀬谷入口バス停（マークスプリングスの向かい側に所在）
  - 小田急江ノ島線 鶴間駅から約10分。
  - 相鉄本線 鶴ヶ峰駅から約30分
  - 各線横浜駅から約60分（鶴ヶ峰駅で乗り継ぎ[1][注釈 1]）

自動車
- 東名高速道路 横浜町田インターチェンジから約5分。